# Julian Wheatland
Julian David Wheatland é um empresário britânico e político do Partido Conservador (Reino Unido) conhecido por seu envolvimento com o escândalo de dados Facebook – Cambridge Analytica. Ele foi presidente do SCL Group, uma autodescrita "empresa de pesquisa comportamental e comunicação estratégica", e foi o último CEO da Cambridge Analytica, tendo sido anteriormente seu COO e CFO. Wheatland assumiu como CEO em abril de 2018, para poder encerrar o processo de colocar a empresa em falência. Ele também foi CEO da Hatton International, uma empresa de consultoria de tecnologia e finanças. Ele foi representado no documentário da Netflix, The Great Hack.
Wheatland foi mencionado nas Perguntas ao Primeiro Ministro na Câmara dos Comuns, como um exemplo de laços entre a Cambridge Analytica e o Partido Conservador (Reino Unido); ele é ex-presidente da Oxford West e Abingdon Conservative Association. Wheatland também foi diretor de empresas relacionadas após a queda de Cambridge Analytica, incluindo diretor da Emerdata, a empresa-mãe da Cambridge Analytica antes de seu colapso. O Times relatou em 2020 que Wheatland estava voltando para a cidade como executivo-chefe da Cornerstone FS Plc, que adquiriu a FXPress Payment Services Ltd, uma empresa de câmbio e serviços de pagamento, em setembro de 2020.